# Israel Ber
Israel Ber af huset Lämlein (født cirka 1660, Głogów, begravet 31. marts 1732 i Fredericia) var en dansk overrabbiner i København. Han flyttede til Fredericia i 1728, hvorefter Marcus David overtog posten.
Han er forfatter af Ohel Israel, en lærebog for schæchtere.
Israel Ber var gift 1728 med Hendelche Joseph, født ca. 1704, Begravet 1. juni 1786 i Fredericia.
 Der er for få eller ingen kildehenvisninger i denne artikel, hvilket er et problem. Du kan hjælpe ved at angive troværdige kilder til de påstande, som fremføres i artiklen.